# 迈克尔·约瑟夫·萨瓦奇
迈克尔·约瑟夫·萨瓦奇（英語：Michael Joseph Savage，1872年3月23日—1940年3月27日），纽西兰工会领袖，同时也是纽西兰工党创始人之一，社会活动家，政治家，新西兰总理。1935年当选总理，成为纽西兰历史上第一位工党总理。